# Albert Gleizes
Albert Gleizes (Párizs, 1881. december 8. – Avignon, 1953. június 24.) francia festő, grafikus, a párizsi iskola tagja, a kubizmus egyik megalapítója és elméleti megalapozója, aki a Georges Braque és Pablo Picasso által 1907-ben megindított kubizmus szellemi és valláserkölcsi megalapozására törekedett.

## Élete
Autodidakta volt. Első képei még az impresszionizmus hatását viselték magukon, majd Paul Cezanne művészete volt rá nagy hatással. Számos modern művészeti csoportosulással került kapcsolatba. A Section d’orhoz való csatlakozása után 1912-ben publikálta a Jean Metzingerrel együtt írott A kubizmusról (Du cubisme) című írását. 

## Művei
Fő szócikk: Liste des œuvres de Albert Gleizes
| - Bords de la Marne, 1909 - L'Arbre (The Tree), 1910 - La Femme aux Phlox, 1910 - Portrait of Jacques Nayral, 1911 - La Chasse, 1911 - Le Chemin, Paysage à Meudon, 1911 - L'Homme au balcon (Portrait of Dr. Théo Morinaud), 1912 - Les Baigneuses, 1912 - Passy, Les ponts de Paris, 1912 - Le Dépiquage des Moissons, 1912 - L'Homme au hamac, 1913 - Portrait de l’éditeur Eugène Figuière, 1914 - La dame aux bêtes (Madame Duchamp-Villon), 1914 - La Parisienne, 1915 - Mère et Enfant, Barcelone 1916 - Dans le port, 1917 - La Femme au gant, 1917 - La Femme au gant noir, 1920 - Les Deux nus, 1920 | - Composition, 1920 - Peinture à sept éléments cadencés et rythmés, 1924 - Maternité, 1934 - Composition bleu et jaune (Composition jaune), 1921 - Peinture à Sept Éléments Rythmés, 1924-34 - Les sept éléments, 1924–25 - Lumière, 1932–34 - Composition Rythmique (Les Bleus), 1932–34 - Femme et Enfant, 1932–34 - Spiral brun et vert, 1932–34 - Support de Contemplation, 1932–34 - Maternité, Mère et enfant, 1934 - Élément central de Sept Éléments, 1935–36 - Femme et Enfant, 1935 - Terre et Ciel, 1935 - Supports de Contemplation, 1942 - L'Etrange Musicien, 1944 - Support de contemplation, 1947 - Composition, La Libellule, 1952 |

## Írásai
- Du "Cubisme, Jean Metzingerrel, Párizs, Figuière, 1912
- Du Cubisme et des moyens de le comprendre, Párizs, La Cible, Povolozky, 1920
- La Mission créatrice de l’Homme dans le domaine plastique, Párizs, La Cible, Povolozky, 1921
- La Peinture et ses lois, ce qui devait sortir du Cubisme, Párizs, 1924 (published in English in 2000)
- Tradition et Cubisme. Vers une conscience plastique. Articles et Conférences 1912-1924, Párizs, La Cible, Povolozky, 1927
- Peinture et Perspective descriptive, conférence Carnegie Foundation pour l’Union Intellectuelle française, Paris, 22 mars 1927. Sablons, Moly-Sabata, 1927
- Kubismus, Bauhausbücher 13, München, Albert Langen Verlag, 1928
- Vie et Mort de l’Occident Chrétien, Sablons, Moly-Sabata, 1930
- Vers une Conscience plastique : La Forme et l’Histoire, Párizs, Povolozky, 1932
- Art et Science, Sablons, Moly-Sabata, 1933. 2. kiadás, Aix-en-Provence, 1961. Conférence Lodz, Poland, 1932. április 28., Stuttgart, 1932. május 6.
- Homocentrisme ; Le retour de l’Homme chrétien; Le Rythme dans les Arts plastiques, Sablons, Moly-Sabata, 1937
- La Signification Humaine du Cubisme, Albert Gleizes au Petit Palais, Párizs, 18 juillet 1938, Sablons, Moly-Sabata, 1938
- Du "Cubisme", Albert Gleizes et Jean Metzinger, Párizs, Compagnie Française des Arts Graphiques, 1947
- Souvenirs, le Cubisme 1908-1914, Lyon, Cahiers Albert Gleizes, L’Association des Amis d’Albert Gleizes, 1957
- Puissances du Cubisme (1925 – 1946), Chambéry, éditions Présence, 1969
- Art et religion, Art et science, Art et production, Chambéry, éditions Présence, 1970
- L'Homme devenu peintre (1948), Paris, Fondation Albert Gleizes and Somogy éditions d'Art, 1998

### Magyarul
- A kubizmus; szerk., előszó Hans M. Wingler, utószó Eberhard Steneberg, magyar kiad. utószó Hegyi Lóránd, ford. Miklósi Judit; Corvina, Bp., 1984

## Bibliográfia
- Albert Gleizes and Jean Metzinger: Du "Cubisme". Mark Antliff and Patricia Leighten (ed): A Cubism Reader – Documents and Criticism, 1906-1914, University of Chicago Press, 2008
- Hourcade, Olivier. Courrier des Arts. Paris-Journal. 1912. október 10–30.
- Les Beaux-Arts. August, 1938
- Gray, Cleve. Gleizes. Magazine of Art. vol. 43, no. 1950. október 6.
- Golding, John. Cubism: A History and an Analysis 1907-1914. New York/London, 1959
- Robbins, Daniel. Albert Gleizes 1881 – 1953, A Retrospective Exhibition, The Solomon R. Guggenheim Foundation, New York, Musée National d'Art Moderne, Párizs, Museum am Ostwall, Dortmund, 1964
- Kuh, Katharine. Albert Gleizes: Underrated Cubist. Saturday Review, 1964. október 31.
- Robbins, Daniel. Gleizes as a Way of Life. Art News. No. 63, 1964. szeptember
- West, Richard V. Painters of Section d'Or: The Alternatives to Cubism (exh. cat.). Albright-Knox Art Gallery, Buffaro, 1967
- Golding, John. Cubism: A History and an Analysis 1907-1914. ed 2., London, 1968
- Cooper, Douglas. The Cubist Epoch. New York, 1970
- Robbins, Daniel. The Formation and Maturity of Albert Gleizes, 1881 through 1920, New York University, 1975
- Alexandrian, Sarane. Panorama du Cubisme. Párizs, 1976
- Rudenstine, Angelica Zander. The Guggenheim Museum Collection: paintings, 1880-1945. vol. 1, New York, 1976
- Yaegashi, Haruki. Sekai no Bijutsu. Cubism. Vol. 63, Tokió, 1979. június
- Yaegashi, Haruki. Kindai no Bijutsu. Cubism. Vol.56, Tokió, 1980
- Daix, Pierre. Journal du Cubisme. Genf, 1982
- Alibert, Pierre. Albert Gleizes: Naissance et avenir du cubisme. Saint-Étienne, 1982
- Cottington, David. Cubism and the Politics of Culture in France 1905-1914. Courtauld Institute of Art, University of London, 1985
- Green, Christopher. Cubism and its Enemies: Modern Movements and Reaction in French Art, 1916-1928. Yale University Press, 1987
- Golding, John. Cubism: A History and an Analysis 1907-1914. 3. kiadás, Cambridge, MA, 1988
- Gersh-Nesic, Beth S. The Early Criticism of André Salmon, A Study of His Thought on Cubism. Dissertation, City University of New York, 1989
- Alibert, Pierre, Gleizes – Biographie, Paris, galerie Michèle Heyraud, 1990 ISBN 978-2-9084-5800-8, 253 pages
- Antliff, Mark. Inventing Bergson: Cultural Politics and the Parisian Avant-Garde. Princeton, 1993
- Franscina, Francis and Harrison, Charles. Realism and Ideology: An Introduction to Semiotics and Cubism. Primitivism, Cubism, Abstraction: The Early Twentieth Century. Chapter 2, New Haven/ London, 1993
- Gleizes, Albert. L'Homme devenu peintre (1948), préface Alain Tapié, Paris, SOMOGY éditions d'art/Fondation Albert Gleizes, 1998, ISBN 2-85056-325-0
- Varichon, Anne. Albert Gleizes – Catalogue Raisonné, 2 tomes, Paris, SOMOGY éditions d'art/Fondation Albert Gleizes, 1998, ISBN 978-2-8505-6286-0
- Massent, Michel. Albert Gleizes, Paris, SOMOGY éditions d'art/Fondation Albert Gleizes/Fondation Albert Gleizes, 1998, ISBN 2-85056-341-2. Párizs, 1998
- Cottington, David. Cubism in the Shadow of War: The Avant-garde and Politics in Paris, 1905-1914. New Haven/London, 1998
- Gleizes, Albert. Art and Religion, Art and Science, Art and Production, Peter Brooke, London, Francis Boutle publishers, 1999, ISBN 0-9532388-5-7
- Cox, Neil. Cubism. London, 2000
- Green, Christopher. Art in France 1900-1940. New Haven/ London, 2000
- Briend, Christian. Albert Gleizes au Salon de la Section d'Or de 1912. La Section d'or 1912, 1920, 1925. Párizs, 2000
- Hourcade, Olivier. Courrier des Arts (reprint). La Section d'or 1912, 1920, 1925 (exh. cat.). Musées de Châteauroux/Musée Fabre, Montpellier, Édition Cercle d'Art, 2000–2001
- Antliff, Mark; Leighten, Patricia. Cubism and Culture. London/New York, 2001
- Brooke, Peter. Albert Gleizes – For and Against the Twentieth Century, New Haven and London, Yale University Press, 2001, ISBN 0-300-08964-3, ISBN 978-0-3000-8964-6
- Briend, Christian; Brooke, Peter et al. Albert Gleizes: Le cubisme en majesté (exh. cat.). Museu Picasso, Barcelona/Musée des Beaux-Arts, Lyon, 2001
- Gleizes, Albert. Painting and its laws, (with Gino Severini: From Cubism to Classicism), Peter Brooke, London, Francis Boutle publishers, 2001, ISBN 1-903427-05-3
- Briend, Christian. Between Tradition and Modernity: The Cubist Work of Albert Gleizes. Albert Gleizes: Cubism in Magesty (exh. cat.). Centro Cultural de Belém, Lisszabon, 2002–2003
- Cox, Neil. Cubism. Tokió, 2003
- Cottington, David. Cubism and its Histories. Manchester/ New York, 2004
- Annual bulletin of the National Museum of Western Art. No. 39 (2004. április – 2005. május), 2006, Tanaka, Masayuki. New Acquisitions.
- Kuspit, Donald. A Critical History of 20th-Century Art, Chapter 2, Part 4 – The machine and spirituality in the avant-gardes, 2006
- Walter Robinson, Walter and Davis, Ben. The 2008 Revue. "Fly high, fall hard", a motto for the times, 2008
- Kuspit, Donald. At the Philadelphia Museum, Marc Chagall and His Circle 2011
- Henri Giriat, GLEIZES L'INITIATEUR. Métaphysique au quotidien – PHILOSOPHIE, L'Harmattan , ISBN 978-2-336-29752-1 • avril 2013 • 234 pages